# Szczecin Drzetowo
Szczecin Drzetowo je železniční zastávka na trati číslo 406 ze Štětína do Trzebieże. Zastávka se nachází na území štětínského sídliště Drzetowo-Grabowo v městské části Śródmieście.
Od 30. září 2002 zde osobní vlaky nezastavují. V souvislosti se spuštěním metropolitní železnice je v plánu rozsáhlá rekonstrukce zastávky.

## Popis zastávky
Zastávka zahájila provoz v roce 1898 pod názvem Bredow. Od roku 1924 se zastávka nazývala Stettin Bredow. Před rozšířením Štětína v roce 1939 byla poslední zastávkou na území města na železniční trati Štětín–Trzebież. V zastávce jsou dvě koleje a dvě boční nástupiště.